# Walter De Buck

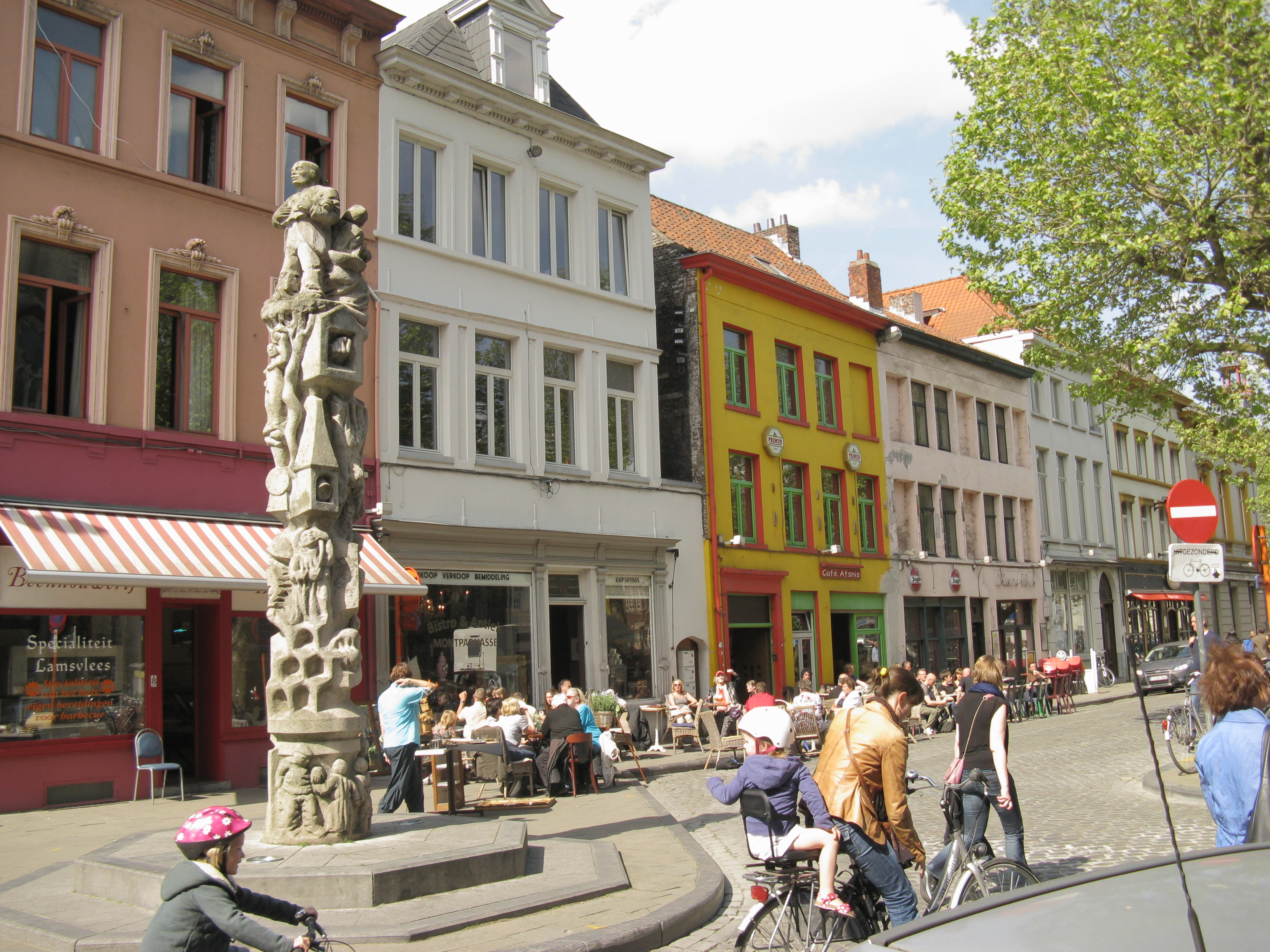
Beeldhouwwerk bij de Sint-Jacobskerk voor Karel Waeri, tekstschrijver van 't Vliegerke

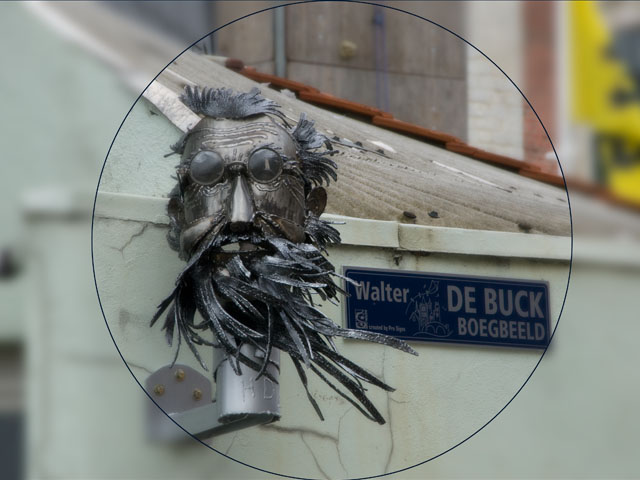
Walter De Buck boegbeeld

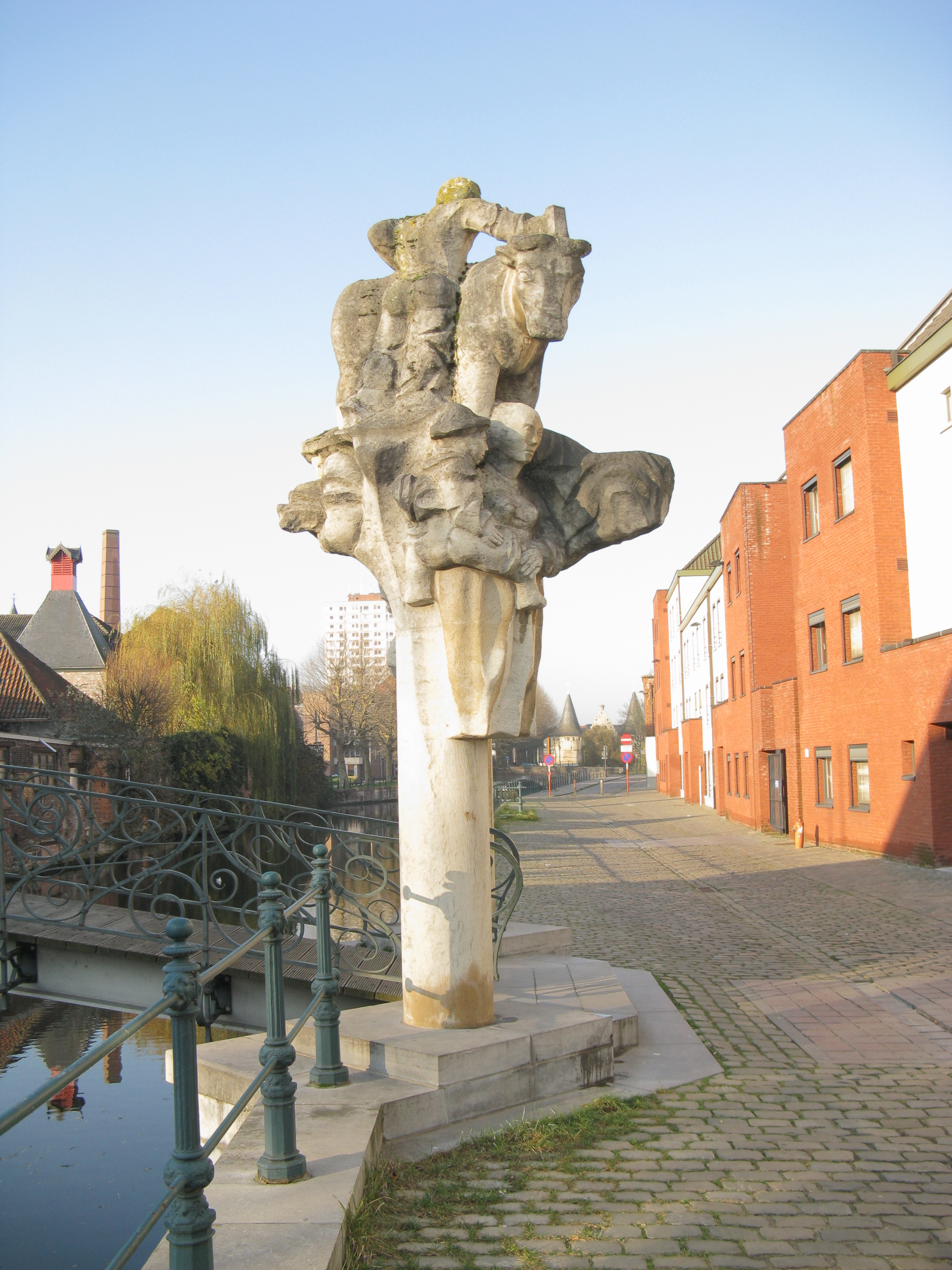
'Brug der Keizerlijke Geneugten' over de Lieve in Gent, versierd met beeldhouwwerk van Walter De Buck, met op de achtergrond het Rabot.

Walter De Buck (Gent, 13 juli 1934 – aldaar, 21 december 2014) was een Vlaams kunstenaar. Hij hield zich met verschillende kunsten bezig, zowel tekenen, schilderen, beeldhouwen, volksmuziek als toneel. Hij blies met zijn volksliederen, waarvan "'t Vliegerke" zijn bekendste werd, die hij zong bij de Sint-Jacobskerk, de Gentse Feesten nieuw leven in. Hij haalde liedjes van Karel Waeri uit de vergetelheid en schreef er ook zelf.

## Levensloop
De Buck was de zoon van Johanna Collumbien en Leonard De Buck. Zijn vader was een kunstschilder, die aan de Koninklijke Academie voor Schone Kunsten van Gent leraar tekenkunst was. Aan deze academie volgde Walter De Buck ook een opleiding, die hij in 1954 met grootste onderscheiding voltooide.
De Buck debuteerde op de wereldtentoonstelling van 1958 als beeldhouwer. Hij kreeg verscheidene prijzen voor zijn beeldhouwkunst, een ervan leverde hem een beurs voor een studiereis van een jaar naar India op dankzij de Godescharle prijs in 1960. In de ‘commune’ van de kunstenaarsfamilie Minne-Gevaert in Sint-Martens-Latem had hij eerder al een Indiase goeroe leren kennen. Hij zou verdere tochten naar India en het Nabije Oosten ondernemen, waardoor zijn beeldende kunst, zijn muziek en zijn maatschappijvisie behoorlijk werden beïnvloed.
In 1962 stichtte hij met enkele vrienden de Trefpunt, een ontmoetingsplaats voor kunstenaars en een organisatie voor promotie en verspreiding van de kunst. Deze vzw is nog altijd een pleinorganisator van de Gentse Feesten.
In 1968 werden in een tentoonstelling te Gent 9 tekeningen van hem in beslag genomen wegens onzedelijkheid; hij werd ervoor veroordeeld.
In 1970 lag hij mee aan de nieuwe start van de Gentse Feesten, aanvankelijk rond Sint-Jacobs. Later zou dit gebeuren tot het grote festival uitgroeien dat het tegenwoordig is. Hij legde zich opnieuw toe op het zingen. In 1984 trok hij zich terug uit vzw Trefpunt om opnieuw meer aandacht aan het beeldhouwen te besteden. De daaropvolgende periode was hij actief in diverse Gentse beeldhouwprojecten, zoals de brug der Keizerlijke Geneugten, en werkte hij regelmatig voor de stad Gent.
In de zomer van 2014 werd hij gehuldigd voor zijn 80e verjaardag en opende hij de 45e uitgave van de Gentse Feesten.
Walter De Buck leed al sedert 2013 aan de ziekte van Alzheimer, maar is op 80-jarige leeftijd aan de gevolgen van slokdarmkanker overleden.

## Eerbetoon

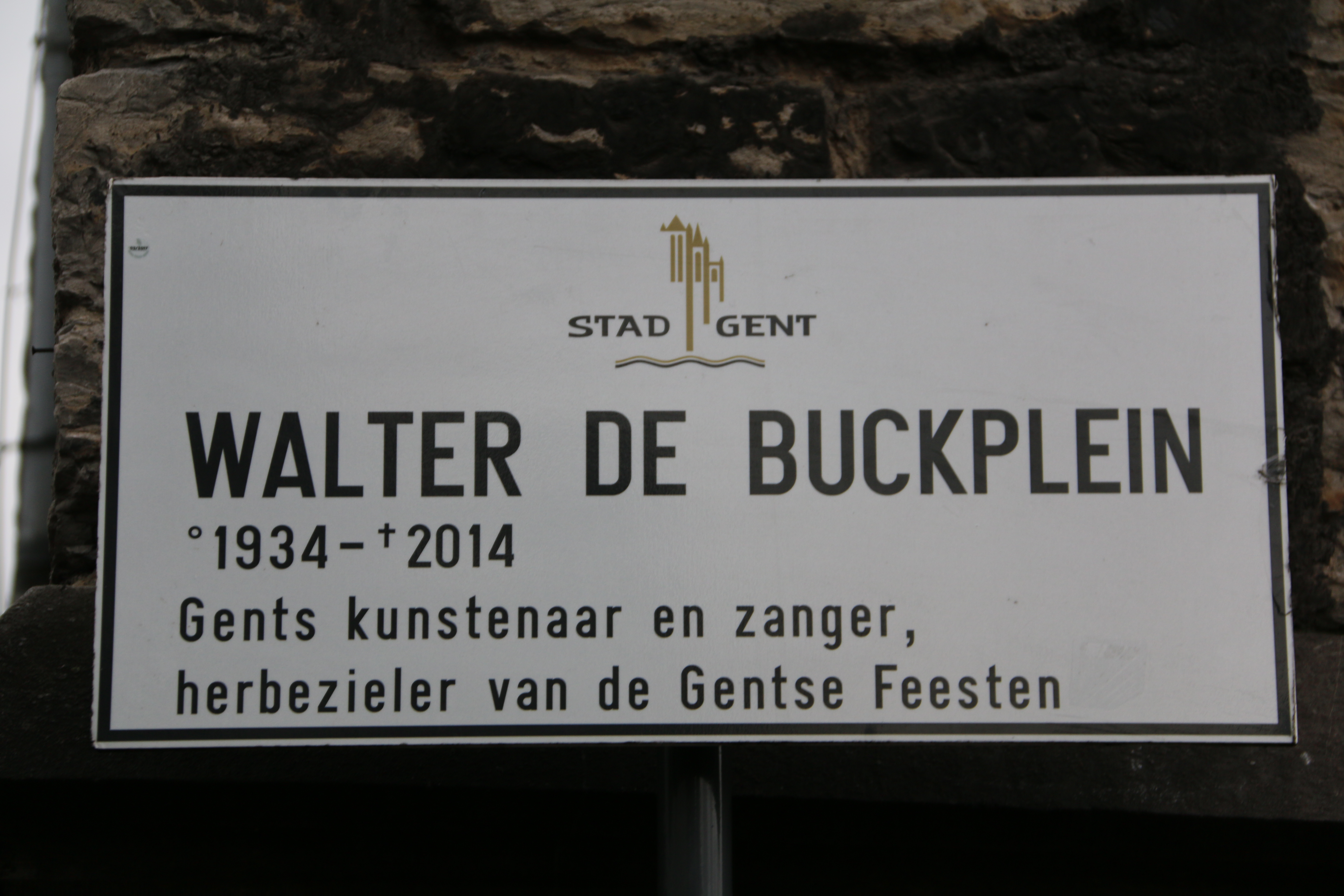
straatnaambord Walter De Buckplein aan de Sint-Jacobskerk

In 2017 werd een stuk plein van Bij Sint Jacobs nabij de Sint-Jacobskerk in Gent omgedoopt in Walter De Buckplein. In 2023 werd een nieuwe plaat gelanceerd door de band Buck rond muzikanten Pieter-Jan De Smet en Guido Schiffer. Twaalf bekende en minder bekende liedjes van Walter De Buck werden herwerkt en opgenomen op plaat en cd. De band trad op de Gentse Feesten van 2023 op, op het hoofdpodium van Trefpunt op het Walter De Buckplein.

## Albums
- 'k ben al zo lang op weg geweest (Philips, 1971)
- 'k zou zo gere wille leve (Philips, 1972)
- Het nieuwe paradijs (Philips, 1974)
- De Volkszanger (Philips, 1976)
- De realiteit (Philips, 1979)
- Portret (2LP, 1979)
- De Nieuwe Zondvloed (CNR, 1984)
- Karel Waeri "Den Gentschen Béranger" (BRT, 1986)
- Bokkesprongen (1991)
- Den Doender (Parsifal, 1999)
- Te land en te Water - The Friendly Port - De Haven van Gent (Parsifal, 2000)
- Paradijsvogels (Parsifal, 2005)

## Film
In 1974 maakte de Amsterdamse cineast Tom d'Angremond de documentaire "Het nieuwe Paradijs", over de geschiedenis van de Gentse café chantant, van Karel Waeri tot en met Walter de Buck. Ook de rol van Jerôme Rieux, die alle liedjes van Waeri had bewaard en verzameld komt aan bod. De film was een productie van Willem Thyssen voor Fugitive Cinéma, in coproductie met de Belgische BRT en de Nederlandse VARA.

## Beeldhouwwerk
Walter De Buck zou gedurende zijn leven verschillende beeldhouwwerken maken. In stad Gent zijn meerder beelden van zijn hand terug te vinden. In het Prinsenhof ligt de Brug der Keizerlijke Geneugten. Aan de Sint-Jacobskerk staat een monument dat hij maakte voor Karel Waeri.
De kunstenaar ontwierp het beeldje dat jaarlijks op de Gentse Feesten uitgereikt wordt bij de "Prijs voor de Democratie" van Democratie 2000. Hij maakte ook een 12 meter hoog beeld Ballerina van de Zeeman voor een rotonde. De trapgevel van het Metselaarshuis op de Gentse Korenmarkt is versierd met het beeldhouwwerk De Dansende Moren. Het bronzen beeld De Waterspuwer heeft geen vaste locatie, maar is een mobiele fontein.
Walter De Buck richtte het beeldhouwerscollectief Loods 13 op. De vzw probeerde samen met het OCMW creatieve mensen aan het werk te zetten. Walter De Buck en Kapitein André De Wilde reconstrueerden samen met Loods 13 een 18de-eeuwse historische trekschuit. De Barge heeft een vaste ligplaats naast het oud gerechtshof aan het Koophandelsplein.

## Trivia
- In Sint-Amands kreeg hij een permanent aandenken langs de SIM-route.

- Gemeinsame Normdatei: 136601987
- International Standard Name Identifier: 0000 0003 9199 9149
- MusicBrainz: 574191c9-f3e9-4473-96f2-ef5a6f3048e2
- Nederlandse Thesaurus van Auteursnamen: 096747196
- RKD-Nederlands Instituut voor Kunstgeschiedenis: 20454
- Virtual International Authority File: 280419376